# Rvo
Rvo är en ort i Azerbajdzjan.   Den ligger i distriktet Lənkəran Rayonu, i den sydöstra delen av landet, 210 km sydväst om huvudstaden Baku. Rvo ligger 66 meter över havet och antalet invånare är 1 462.
Terrängen runt Rvo är kuperad åt sydväst, men åt nordost är den platt. Runt Rvo är det ganska tätbefolkat, med 120 invånare per kvadratkilometer.. Närmaste större samhälle är Lankaran, 10,2 km öster om Rvo.
I omgivningarna runt Rvo växer i huvudsak blandskog.